# Corbie Sike
Der Corbie Sike ist ein Wasserlauf in Dumfries and Galloway, Schottland. Er entsteht südöstlich des Causeway Grain Head und fließt in westlicher Richtung, bis er bei seinem Zusammentreffen mit dem Causeway Grain das Stennies Water bildet.